# Nepalacris
Nepalacris is een geslacht van rechtvleugeligen uit de familie veldsprinkhanen (Acrididae). De wetenschappelijke naam van dit geslacht is voor het eerst geldig gepubliceerd in 1987 door Balderson & Yin.

## Soorten
Het geslacht Nepalacris  is monotypisch en omvat slechts de volgende soort:
- Nepalacris chitwanica (Balderson & Yin, 1987)